# Camerakraan

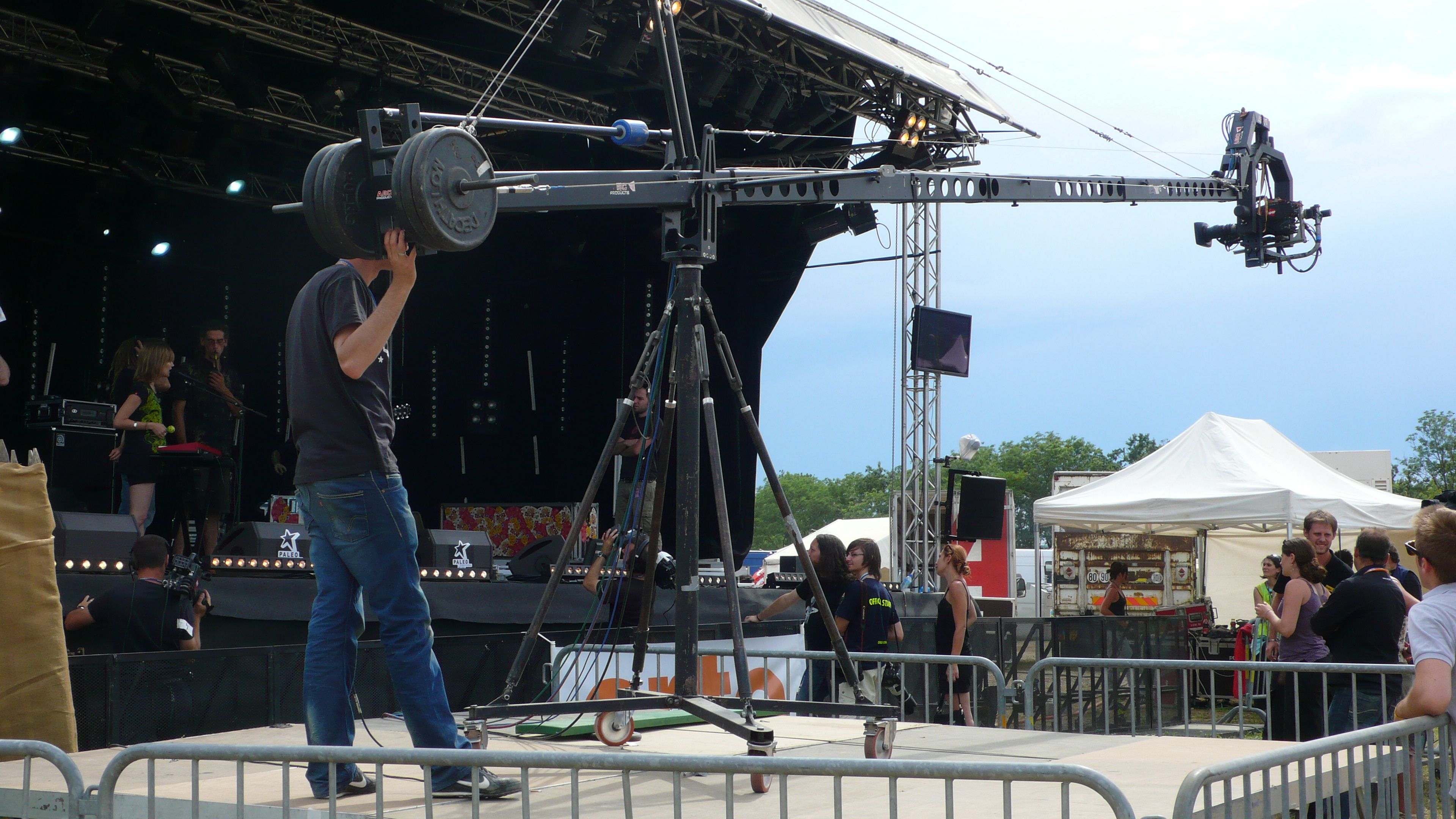
Een camerakraan in Nyon (2008)

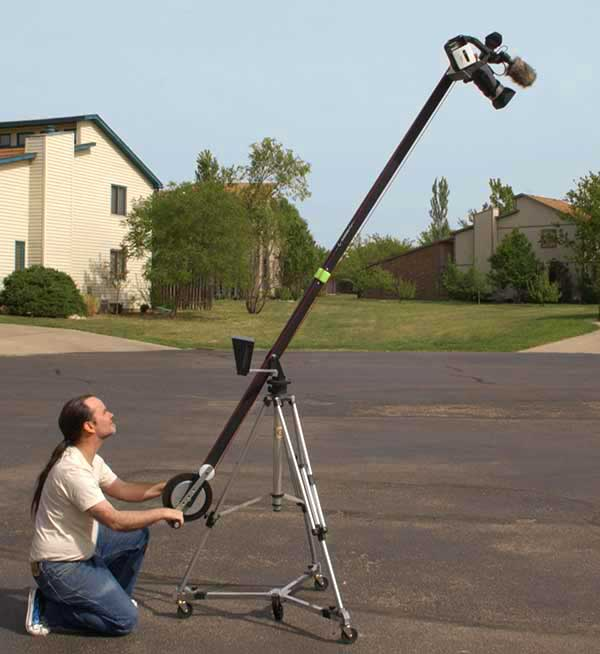
Een kleinere versie van een camerakraan

Een camerakraan, ook wel jib of crane genoemd, is een filmtechnische kraanconstructie, waarbij een filmcamera is gemonteerd aan een lange zwenkbare arm. De arm rust op een statief en heeft aan de ene kant een contragewicht en aan de andere kant een hotshot, een metalen beugel waar de camera op is vastgemaakt. Met een camerakraan kan men op lastig bereikbare plaatsen komen en daar opnames maken. Aangezien de camera op een hotshot is gemonteerd, kan de camera zelf ook 360° rond draaien. Het soort opname dat met een camerakraan wordt gemaakt, wordt een kraanopname genoemd.

## Soorten camerakranen
Er zijn verschillende soorten camerakranen. In televisiestudio's en op filmsets wordt vaak gebruikgemaakt van een grote versie, die wordt bediend door twee mensen, waarvan de ene de bewegingen van de jib verzorgt en de andere de opnames maakt. Er zijn echter ook kleinere modellen beschikbaar, die door één persoon kunnen worden bediend en vaak voor amateurgebruik worden gemaakt. Sommige modellen zijn ook voor kleinschalig gebruik en worden zonder statief gemaakt. De cameraman moet dan de arm zelf bedienen door hem vast te houden.